# María Collado Romero
María Collado Romero (Cimarrones, 19 de marzo de 1885 - Diez de Octubre, segunda mitad de la década de 1960) fue una periodista, poetisa y feminista cubana. Fue la primera mujer reportera y la primera cronista parlamentaria de Cuba. Fue creadora y presidenta del Partido Demócrata Sufragista de Cuba.

## Biografía
Nació en el central Cimarrones (hoy municipio Carlos Rojas) en la provincia de Matanzas, que antiguamente pertenecía a La Habana. Pertenecía a una familia de clase alta de La Habana.

## Primeras publicaciones
En 1913 se inició en el periodismo, aunque resultó difícil debido al machismo imperante en la época.
Publicó sus primeros artículos sobre los derechos de la mujer en la revista Protectora de la Mujer.
En 1920 fue nombrada directora de publicidad del Club Femenino.
En 1924, la presidenta del Partido Nacional Sufragista, Amalia Mallén, la nombró su vicepresidenta.
Más tarde, debido a diferencias acerca de la postura del partido con respecto al presidente Gerardo Machado, Collado abandonó el partido y formó su propio Partido Demócrata Sufragista, del que fue la primera presidenta.
Después fue redactora de la página femenina del periódico La Discusión.
También trabajó en La Noche como cronista parlamentaria y reportera en el Palacio Presidencial.
Colaboró en los diarios Heraldo Liberal y La Tarde, y en la revista Bohemia. En 1932 fundó y dirigió la revista La Mujer. Escribió artículos para El Diario de la Marina y para la publicación Diez de Octubre, órgano de la Asociación de Comerciantes del municipio Diez de Octubre.
Trabajó en el Noticiero RHC Cadena Azul y en el Noticiero 1010.
Fundó el noticiero CMBY.
En 1929 fundó y editó la revista La Mujer, que funcionó hasta 1942. Eso la convierte en la publicación feminista más longeva de la Cuba prerrevolucionaria.
Colaboró con varios periódicos y revistas en La Habana. Recibió dos veces el premio Enrique José Varona y también obtuvo los premios Álvaro Reynoso y Víctor Muñoz.
Colaboró en el noticiero Radio Continental, Patria Nueva (1917-1918), Cuba Nueva y La Lucha. Usó los pseudónimos de Orquídea, Margarita del Campo y Margarita Silvestre.
Residió muchos años en el municipio Diez de Octubre en calle Lacret entre calles San Francisco y Centurión.
A instancias suyas, el gobierno de Grau cambió el nombre de la calle Chaple por General Lacret en honor a este destacado mambí, así como se erigió un monumento en su honor en Lacret y Vía Blanca.

## Feminismo
Se destacó como luchadora feminista. Desde la revista Protectora de Mujeres abogó por la creación de leyes a favor de las mujeres, con numerosos artículos publicados en la prensa nacional y extranjera. Luchó tenazmente por la igualdad de la mujer defendiendo su derecho al voto. Participó activamente en el Club Femenino de Cuba.
Trabajó mucho a favor de las mujeres campesinas y trabajadoras. En 1922 fue la iniciadora de las escuelas de Agricultura para Mujeres, que luego se transformó en la escuela Rosalía Abreu. Luchó para que la mujer tuviera derecho a trabajar en el comercio. Para ello se convirtió en inspectora voluntaria y más tarde fue nombrada oficialmente inspectora del comercio por lo que fue la primera persona que tuvo esa designación.
El conflicto entre María Collado (líder de las sufragistas) y Pilar Morlon (líder de las feministas) fue utilizado por la prensa conservadora para demostrar que las mujeres todavía no estaban listas para ser ciudadanas y votar.

## Cronista parlamentaria
María Collado trabajó como cronista parlamentaria para varias estaciones de radio y para la prensa escrita durante gran parte del periodo de la República neocolonial.
En 1940, cuando gobernaba el dictador Fulgencio Batista, se prohibió que Collado siguiera formando parte del grupo de periodistas que cubrían las noticias en el Palacio Presidencial.
Entre 1944 y 1948, durante la presidencia de Ramón Grau San Martín (1881-1969), el vocero de prensa del Palacio Presidencial le negó su acreditación. En su denuncia ella explicó que la discriminación se debía a «mi condición de mujer y quizá de mujer decente».
En otra ocasión, el ministro de Obras Públicas invitó a los periodistas de su sector a visitar determinadas obras que se construían, cuando María Collado fue a tomar el vehículo que salía del ministerio se lo impidieron, alegando: «Esto no es viaje para mujeres».
En una ocasión se cursó una invitación a los periodistas que cubrían las sesiones del Senado para un almuerzo, pero la excluyeron a ella. Al día siguiente pidió explicaciones y un tal periodista Cabús, director del Diario de Sesiones del Senado, le dijo que aquello había sido una fiesta de relajo a la que no podían concurrir mujeres, y que acabara de darse cuenta de que las mujeres en el periodismo estorban y son una calamidad.
Apoyó la Ley de la Silla, que obligaba a los comerciantes a dejar sentarse a las mujeres. También presentó la petición de que los empleados de comercio cerraran a las doce del mediodía para almorzar.
Orientó a muchas mujeres que se iniciaban del periodismo antes de la creación de la escuela Manuel Márquez Sterling. En su revista La Mujer (La Habana) se prepararon muchas jóvenes periodistas de los años treinta.
Obtuvo los premios periodísticos Varona y Víctor Muñoz. Al triunfo de la Revolución cubana ya María Collado se había jubilado del periodismo, pero igualmente integró las filas de la FMC (Federación de Mujeres Cubanas, fundada en 1960 como parte del Partido Comunista de Cuba) desde donde presenció la plena incorporación de la mujer a la sociedad, derecho por el que había luchado toda su vida.

## Fallecimiento
Falleció siendo residente del municipio Diez de Octubre en la segunda mitad de los años sesenta.